# 米紙 (YouTuber)
https://www.youtube.com/@ricezi2hkFile:Ambox+important.svg本條目存在以下問題，請協助改善本條目或在討論頁針對議題發表看法。File:Ambox+PR.svg此條目形似新聞稿，或帶有過度的宣傳性語調。+(2024年10月28日)請協助以中立的觀點來撰寫本條目，非常明显的广告内容请加入Delete%7CG11來提请删除。File:Tango-nosources.svg此條目需要补充更多来源。+(2024年10月28日)请协助補充多方面可靠来源以改善这篇条目，无法查证的内容可能會因為异议提出而被移除。致使用者：请一下条目的标题（来源：%22米紙+(YouTuber)%22+—+网页、新闻、书籍、学术、图像），以检查上是否存在该主题的更多可靠来源（判定指引）。
米紙是一個成立於2021年的香港YouTube頻道，主要發布有關香港本地社區、飲食、專題、人物故事的影片。

## 簡述
米紙成立於2021年6月，是同月香港《蘋果日報》結業後，其副刊《果籽》的前員工創立的YouTube頻道之一。
主要成員包括Fiona Ho（何嘉茵）、Ruby Lau（劉芷晞）、Sybil Cheng、Henry Chan。架構為一名導演，三名記者。影片題材以社區專題和人物故事為主。

## 迴響
米紙在2021年度YouTube香港區的十大人氣創作者中名列首位，在年度十大熱門創作者名列第六位，錄得15萬訂閱者。
2022年及2023年，皆在香港區年度十大熱門創作者之列。

## 外部連結
- 米紙的Facebook專頁
- 米紙的Instagram帳戶